# Valergues
Valergues är en kommun i departementet Hérault i regionen Occitanien i södra Frankrike. Kommunen ligger i kantonen Lunel som tillhör arrondissementet Montpellier. År 2022 hade Valergues 2 173 invånare.

## Befolkningsutveckling
Antalet invånare i kommunen Valergues
Referens:INSEE